# Kościelec 1909
Kościelec 1909 – poemat symfoniczny Wojciecha Kilara z 1976 roku, skomponowany z okazji jubileuszu 75-lecia Filharmonii w Warszawie oraz setnej rocznicy urodzin Mieczysława Karłowicza. Kompozytor dedykował utwór dyrygentowi Witoldowi Rowickiemu.
Wraz z Krzesanym, Siwą mgłą i Orawą, Kościelec 1909 stanowi swego rodzaju „Kilarowski poliptyk tatrzański”. Wszystkie cztery kompozycje charakteryzują się: nawiązaniami do tradycji muzyki Podhala oraz użyciem skal góralskich. W jednoczęściowym utworze sam kompozytor wyróżnił trzy sekcje-tematy, notując w partyturze: tema della montagna (temat góry), tema dell’abisso chiamante (temat otchłani) oraz tema del destino (temat losu). Inspiracją w warstwie programowej utworu była tragiczna śmierć polskiego kompozytora romantycznego Mieczysława Karłowicza. Karłowicz zginął 8 lutego 1909 w lawinie śnieżnej u stóp Małego Kościelca.